# Виноградов, Анатолий Александрович
Анатолий Александрович Виноградов (7 июля 1912, Череповецкий уезд, Новгородская губерния — 1975) — советский офицер, один из участников и руководителей обороны Брестской крепости в годы Великой Отечественной войны, начальник химслужбы 455-го стрелкового полка, лейтенант. Сражался на участке у Холмских и Брестских Трехарочных ворот (последние ныне несохранившиеся).

## Биография
Русский. В Красной Армии с 1934 года. Участник советско-финляндской войны 1939—1940 годов.
22 июня 1941 года находился в Брестской крепости. Являлся начальником химической службы 455-го стрелкового полка 42-й стрелковой дивизии 28-го стрелкового корпуса 4-й армии Западного Особого военного округа в звании лейтенанта.
Один из организаторов обороны Цитадели Брестской крепости. Исполнял обязанности начальника штаба сводной группы обороны. Согласно официальной версии об обороне Брестской крепости, 26-27.06.1941 возглавил группу, которая предприняла безуспешную попытку прорыва (форсировав Мухавец и выйдя за пределы крепости, отряд дошёл до южной окраины Бреста, где был уничтожен) и раненный попал в плен. Однако дата пленения на карточке военнопленного Анатолия Александровича Виноградова — 24 июня 1941 г.
Прошёл немецкие лагеря шталаг 307 (Бяла-Подляска), офлаг 62 (офлаг XIII D, Хаммельбург, Бавария) и шталаг XIII C (Хаммельбург). Был участником подпольных организаций советских военнопленных. Освобождён американскими войсками.
Его воспоминания были опубликованы в сборнике Героическая оборона.
После окончания Великой Отечественной войны жил в Вологде, работал кузнецом на заводе «Мясомолмаш».

## Память
На месте прорыва группы на берегу реки Мухавец в Бресте установлен памятный знак с именем Анатолия Виноградова.
На доме, где он жил в Вологде (угол улиц Пролетарской и Маяковского), установлена мемориальная доска.

## Награды и звания
- Орден Красной Звезды.
- Орден Красного Знамени
- Предположительно награждён также медалями.

## В кинематографе
- 2010 — В фильме «Брестская крепость» (Россия — Белоруссия) роль Анатолия Виноградова исполнил Кирилл Болтаев.